# Drăgoiești-Luncă
Drăgoiești-Luncă falu Romániában, Erdélyben, Fehér megyében. Közigazgatásilag Alsóvidra községhez tartozik.

## Fekvése
Aranyosponor közelében fekvő település.

## Története
Drăgoieşti-Luncă korábban Aranyosponor része volt. 1956-ban vált külön településsé 104 lakossal. 1966-ban 100, 1977-ben 114, 1992-ben 109 román lakosa volt. A 2002-es népszámláláskor pedig 96 lakosából 95 román, 1 magyar volt.